# زمین‌لرزه ۱۹۹۶ بیاک
زمین‌لرزه بیاک  در تاریخ ۱۷ فوریه ۱۹۹۶ میلادی، برابر با ‎۲۸ بهمن ۱۳۷۴، ساعت ۵:۵۹:۳۰ به زمان یوتی‌سی در اندونزی ، منطقه بیاک رخ داد. ژرفای این زلزله ۳۵٫۹ کیلومتر بود، و بزرگی آن ۸٫۲ در مقیاس Mw اعلام شده‌است. زمین‌لرزه به وقت محلی در روز شنبه، ساعت ۱۴ روی داده و منطقه زمانی آن یوتی‌سی +۹ بوده‌است .
سازمان زمین‌شناسی آمریکا نیز رومرکز این زمین‌لرزه را در مختصات ۰°۵۳′۲۸″جنوبی ۱۳۶°۵۷′۰۷″شرقی / ۰٫۸۹۱°جنوبی ۱۳۶٫۹۵۲°شرقی و ژرفای آنرا در ۳۳ کیلومتر گزارش کرده‌است. بزرگی برگزیدهٔ این سازمان از میان بزرگیهای محاسبه‌شدهٔ مختلف ۸٫۲ در مقیاس Mw بوده و از دید اثر، در میان چهار دسته‌بندی «نامحسوس»، «محسوس»، «زیان‌آور» یا «با تلفات»، زلزله را «با تلفات» اعلام کرده‌است.سونامی نیز در این زلزله گزارش شده‌است.
پروژهٔ «تنسور گشتاور مرکزوار» زاویه‌های (راستا، شیب، ریک) گسل سازندهٔ زمین‌لرزه و صفحه عمود بر آنرا (°۱۰۳، °۱۱، °۶۹) یا (°۳۰۵، °۸۰، °۹۴) و نوع گسل را «معکوس» فرارسانده‌است.
شمار کشتگان زلزله حدود ۱۰۸ نفر بوده‌است.تعداد زخمیان ۴۲۳ نفر برآورده شده‌است.بی‌خانمان شدگان نیز ۵۰۹۰ نفر اعلام شده‌است.